# Selección femenina de baloncesto de Ecuador
La selección femenina de baloncesto de Ecuador es el equipo de baloncesto que representa a Ecuador en las competiciones  internacionales organizadas por la Federación Internacional de Baloncesto (FIBA) o el Comité Olímpico Internacional (COI): los Juegos Olímpicos y Campeonato mundial de baloncesto especialmente.  El equipo ecuatoriano también ha participado en torneos de su ámbito continental como el Campeonato FIBA Américas Femenino y Campeonato Sudamericano de Baloncesto Femenino.

## Resultados

### Olimpiadas
- Nunca se ha clasificado.

### Mundiales
- Nunca se ha clasificado.

- Datos: Q19293982
- Multimedia: Ecuador women's national basketball team / Q19293982